# Šok (oběhové selhání)
V lékařství je šok stav poruchy krevního oběhu, ohrožující život, vyžadující urychlenou zdravotní (lékařskou) pomoc. Bez zdravotního zásahu šok obvykle končí smrtí. V obecném povědomí se však slovem šok označuje psychický otřes.
Z laického hlediska je možné rozdělit šokové stavy na:
- vnitřní krvácení – první pomoc tzv. protišoková (viz níže)
- zhoršení stavu u jiných onemocnění/úrazů (vnější krvácení, popáleniny, úraz hrudníku, poranění páteře, bolest na hrudi, infekce…) – první pomoc je zaměřená na vyvolávající stav.

Příznaky výše uvedených stavů se mohou výrazně lišit (rychlost tepu, barva kůže). Typické příznaky vnitřního krvácení (viz níže) mohou být i při duševním otřesu, je proto nutné se rozhodovat podle okolností stavu, a případného mechanismu úrazu.
Příkladem různých typů šoku s rozdílnou první pomocí jsou šok z vnitřního krvácení a anafylaktický šok. Odlišnost stavu a potřebné pomoci je stručně naznačena níže.

## Definice šoku obecně

### Odborně
Akutní generalizovaný pokles prokrvení (perfuze) tkání a orgánů, který vyvolává neschopnost zásobovat kyslíkem a živinami, a zhoršuje odvod CO2 a metabolitů ze tkání.

### Laicky
Šok je nepříznivá reakce organismu (lidského těla) na situaci, kdy tkáně trpí nedostatkem kyslíku a živin. Nejčastější příčinou je velká ztráta krve. Tělo potřebuje své zásoby těchto látek pro činnost mozku a srdce. Cílem první pomoci je podpořit dodávku krve právě do těchto životně důležitých orgánů.

## Příčiny šoku v lékařství (medicínské dělení šoku)
hypovolemický šok (snížení množství krve v cévách)
- vnitřní i vnější krvácení
- ztráta tělesných tekutin (popáleniny, dehydratace)

kardiogenní šok (selhání funkce srdce jako pumpy)
- poškození srdečního svalu (infarkt, pohmoždění srdce)

distribuční šok (roztažení cévního systému)
- septický šok při těžké infekci („otrava krve“ bakteriemi)
- poranění míchy
- těžký alergický stav (anafylaktický šok)

obstrukční šok (stlačení srdce zvnějšku)
- krvácení do obalů srdečních (většinou po nárazu na hrudník), nebo jiná srdeční tamponáda
- přetlakový pneumothorax

## Rozdíly v příznacích a pomoci u vybraných typů šoku

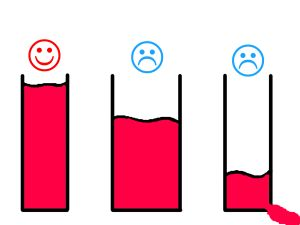
Projevy i léčba u různých šoků se liší. Dostatečné prokrvení u zdravého pacienta (vlevo) může být narušeno roztažením cév bez krevní zráty při anafylaxi (uprostřed). Léčba je ovšem zcela jiná než u krvácení (vpravo)

Plný popis stavů je na stránkách vnitřní krvácení a anafylaktický šok.

### Příznaky šoku způsobeného vnitřním krvácením
- Zpomalený kapilární návrat (příznak počínající centralizace oběhu)
- Zvýšený tep (postupně se zvyšuje až na 140–160 tepů za minutu)
- Bledá, chladná kůže, pocení
- Žízeň, při vypití většího množství tekutin však hrozí zvracení
- Únava, schvácenost, apatie nebo naopak neklid
- Pokles krevního tlaku
- Mdloba

### První pomoc při úrazovém šoku (vnitřní krvácení)
- Voláme zdravotnickou záchrannou službu – tel. 155 a použít protišokovou polohu
- Zabraňujeme podchlazení pacienta

Použití tzv. protišokové polohy se již dnes nedoporučuje, viz např. https://zachrannasluzba.cz/myty-o-prvni-pomoci/.
Lékařská pomoc u úrazového šoku spočívá především v rychlém doplnění tekutiny nitrožilně. To je také důvod proč není vhodné transportovat pacienty vlastními prostředky. Další typy šoku vyžadují komplexní léčbu – především podporu funkce srdce.

### Příznaky anafylaktického šoku
Alergický jev, kterým tělo přehnaně reaguje na vnější podnět. Takřka výhradně se jedná o alergie na hmyzí (včelí) bodnutí, nebo alergii na lék podaný injekčně. Alergeny vstupující jinou cestou (potravinová alergie) vyvolávají tento život ohrožující stav extrémně vzácně. Postižený začne otékat jak zvenčí tak i zevnitř, zužují se průdušky a člověk umírá na udušení a zástavu srdce, pokud mu nebyla poskytnuta pomoc. Tento stav je vzácný a většina lidí alergických na hmyzí bodnutí má pouze rozsáhlejší otoky.
- Otoky mimo místo bodnutí, celotělový otok je nejdříve vidět na víčkách
- Zarudlá horká kůže, svědění (zejména na začátku reakce)
- Dušnost, sípavé dýchání
- Mžitky před očima, ztráta vědomí

### První pomoc u anafylaktického šoku
- Volat okamžitě 155 či 112

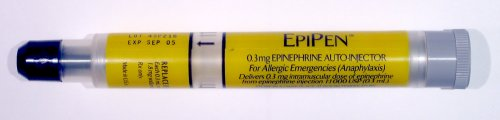
Laická injekční stříkačka s adrenalinem

- Povolit postiženému oděv aby mohl dobře dýchat, pokud je při vědomí nechat sedět s oporou zad, v bezvědomí položit ho na záda.
- Pokud má laickou injekční stříkačku s adrenalinem – autoinjektor – je vhodné jí použít. Aplikuje se do horní třetiny stehna, po odjištění a úderu pružina vbodne jehlu a vstříkne adrenalin. (článek v anglické Wikipedii).

Lékařská první pomoc spočívá v nitrožilním podání adrenalinu, podání kortikoidů a antihistaminik je pouze doplňující léčbou.

## Protišoková opatření
Takzvaná protišoková opatření (dosud v našich krajích citovaná pod zkratkou 5 T) jsou diskutabilní, historicky překonaná. Jejich použití je nejvhodnější právě jen u duševního otřesu. Pokud je používáme u jiných šokových stavů, je nutné vědět určitá upřesnění, samotný název může být lehce matoucí. Podle současných Standardů první pomoci se souhrn následujících doporučení již nepoužívá
- teplo: zajištění optimálního tepelného komfortu (ne ohřát za každou cenu, ale např. položit pod zraněného deku či je-li v dusné a horké místnosti, tak ho vynést ven, kde je chladněji)
- ticho: vypnout hlasité zvuky, se zraněným klidně a tiše mluvit – rozhovor slouží i jako kontrola vědomí
- tekutiny: v žádném případě nepodáváme nic k pití, lepší je otírat obličej vlhkým kapesníkem. Jinak tento bod znamená zabránit dalším ztrátám tekutin (zastavit krvácení, ošetřit popáleniny).
- tišení bolesti: nikdy nepodáváme žádné léky (pro lékaře je potom obtížnější stanovit diagnózu), ale s pacientem komunikujeme (nemyslí na bolest), bolest také zmírní úlevová poloha (např. stočení do klubíčka při poranění břicha)
- transport: zavolat 155 či 112, sami pacienta nikam neodnášíme